# Olios croseiceps
Olios croseiceps är en spindelart som först beskrevs av Pocock 1898.  Olios croseiceps ingår i släktet Olios och familjen jättekrabbspindlar.
Artens utbredningsområde är Malawi. Inga underarter finns listade i Catalogue of Life.